# Dargersdorf

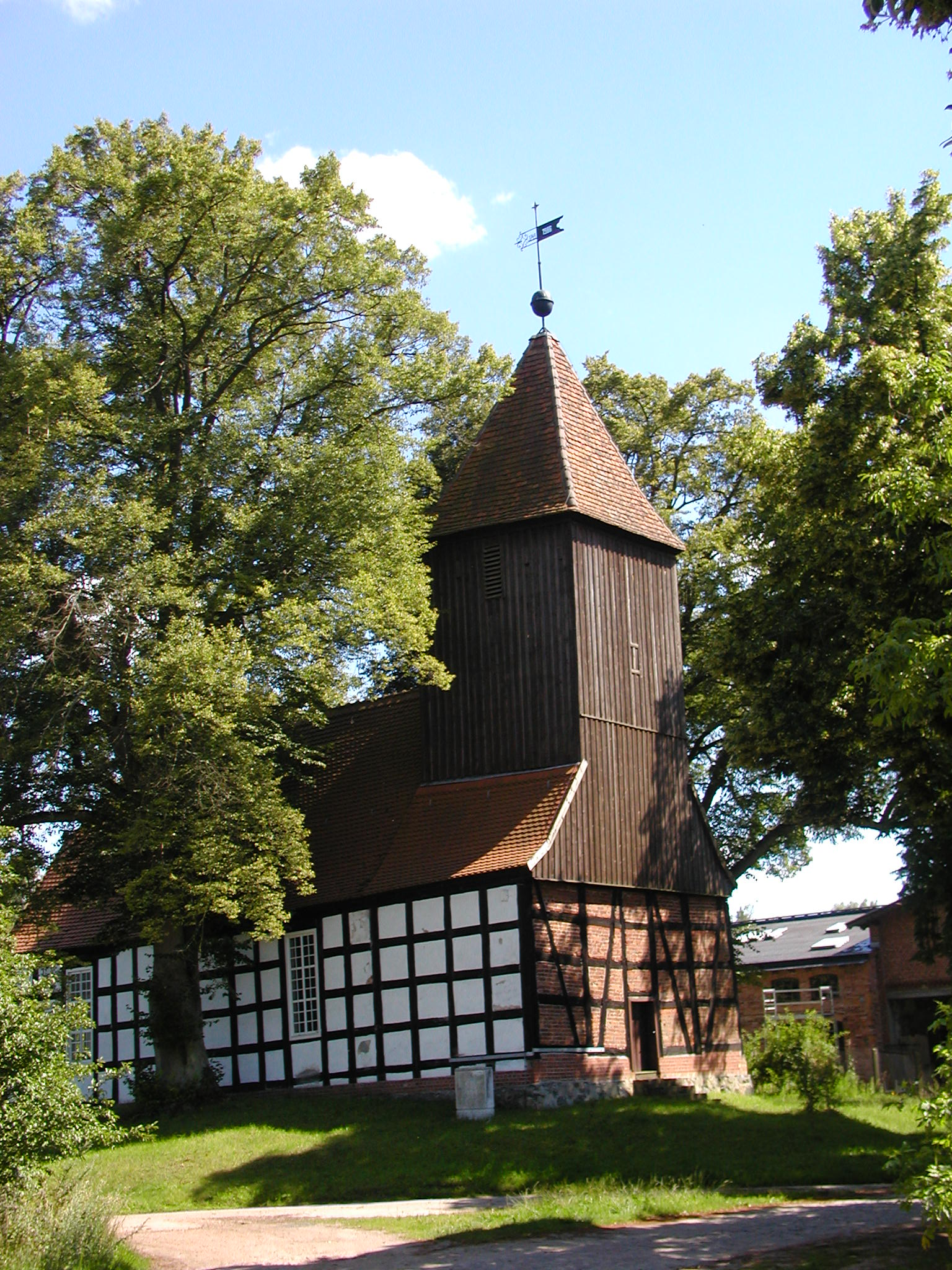
Fachwerkkirche von Dargersdorf, erbaut 1749

Dargersdorf ist ein bewohnter Gemeindeteil des Templiner Ortsteiles Vietmannsdorf im Landkreis Uckermark.

## Geographie
Dargersdorf liegt am westlichen Rande des Biosphärenreservat Schorfheide-Chorin etwa 7 Kilometer südlich von Templin. Südlich von Dargersdorf erstreckt sich der Polsensee nördlich die Buchheide.

## Geschichte
Erstmals erwähnt wurde Dargersdorf im Jahr 1375 als Dargisdorp im Landbuch Karls IV.

## Kultur und Sehenswürdigkeiten
- Fachwerkkirche aus dem 18. Jahrhundert
- Ginkgo Baum im ehemaligen Gutspark[5]

Seit 2002 gibt es einen Dorfverein der u. a. das jährliche Dorffest und das Erntefest ausrichtet.

## Persönlichkeiten

### Mit Dargersdorf verbundene Persönlichkeiten
- Annette Fugmann-Heesing, ehemalige Berliner Finanzsenatorin[7]
- Volker Ludwig, deutscher Dramatiker und Theaterleiter[8]
- Helmut Senftleben, (1934–2006), deutscher Eishockeyspieler[9]